# علي المالكي (ممثل)
 علي المالكي  ممثل قطري· دخل مجال الفن مع بداية مطلع التسعينات الميلادية وقدم العديد من الأعمال المسرحية والتلفزيونية وقدم العديد من الأعمال الموجهة للطفل في التلفزيون والمسرح مع الفنانة الكويتية هدى حسين ومع الفنان القطري ناصر عبدالرضا·

## أعمالة

### المسلسلات
- عفوا سيدي الوالد
- الناس بيزات
- حكايات المشاهير مع داوود حسين و انتصار الشراح
- بطاقة دعوة مع هدى حسين موجهة للأطفال
- عيني يابحر
- فايز التوش
- بيت المغتني
- سوالف دنيا
- صار وش كان

### المسرحيات
- الكنز الغائب في بلاد العجائب للأطفال
- الاخطبوط وعروس البحر للأطفال
- عيال السيارة العجيبة للأطفال
- عروس البحر للأطفال
- علي باباي للأطفال
- ليلى والذيب للأطفال
- أحدب نوتردام للأطفال
- انا جحا للأطفال
- هرقل للأطفال
- كوت وتوت للأطفال
- على الطاير
- الجمبازي
- مشاعر ومشاعل